# 角田義人
角田 義人（つのだ よしと、1944年9月20日 - ）は、日本の経営者。日立マクセル社長を務めた。東京都出身。

## 来歴・人物
1968年に東京大学理学部基礎化学科経て、1971年に東京大学大学院理学研究科を修了し、同年に日立製作所に入社。2003年に常務に就任し、2005年4月に日立マクセル専務を経て、2006年4月から2011年4月までに社長に就任。